# Ruuksu
Ruuksu – wieś w Estonii, w prowincji Võru, w gminie Rõuge.